# CRISPR/Cpf1
Repetições Palindrômicas Curtas Agrupadas e Regularmente Interespaçadas de Prevotella e Francisella 1 ou CRISPR/Cpf1 é uma tecnologia de edição de DNA análoga ao sistema CRISPR/Cas9. Cpf1 é uma endonuclease guiada por RNA de um sistema CRISPR/Cas de classe II. Este mecanismo imunológico adquirido é encontrado nas bactérias Prevotella e Francisella e permite edição genômica eficiente, incluindo edição livre de DNA em plantas, com maior eficiência, especificidade e aplicações potencialmente mais amplas do que CRISPR/Cas9. CRISPR/Cpf1 explora vias de reparo dirigidas por homologia dentro de células intactas de mamíferos.

## Aplicação
Dois tipos dessas tesouras moleculares estão sendo amplamente utilizados para fins de edição de genes: Cas9 e Cpf1. Cpf1 é mais preciso em células de mamíferos. Uma propriedade chave dessas moléculas encontrado nas duas bactérias é que eles são capazes de pegar seus RNAs guia fora de uma longa cadeia de RNA. Isso ajuda a permitir que cientistas coloquem múltiplos RNAs guia, porque se pode ser reparado o gene em várias células musculares; Então, pode ser restaurada a função muscular. Em 2017, usando a enzima de edição de genes CRISPR-Cpf1, os pesquisadores corrigiram com sucesso a distrofia muscular de Duchenne em células humanas e camundongos no laboratório.

## Mecanismo de ação
O sistema CRISPR-Cpf1 consiste na enzima Cpf1 e RNA guia (gRNA). O gRNA guia Cpf1 para uma posição específica no genoma onde Cpf1 subsequentemente corta o DNA de cadeia dupla. Após a região específica ser clivada, a quebradura é reparada utilizando a união final não homóloga (NHEJ) ou a reparação dirigida por homologia (HDR).

## Cpf1 versus Cas9
CRISPR/Cpf1 difere de CRISPR/Cas9 de várias maneiras. A Cpf1 é muito menor do que a enzima Cas9, o que facilita o empacotamento dentro de um vírus e, portanto, é mais fácil de libertar nas células musculares. Cpf1 reconhece uma sequência diferente de DNA, o que proporciona flexibilidade em termos de uso do CRISPR. Existem alguns genes que podem ser difíceis de editar com Cas9, mas podem ser mais fáceis de modificar com o Cpf1 ou vice-versa. Cpf1 corta muito longe do site de reconhecimento, o que significa que, mesmo que o gene alvo se mutasse no local cortado, provavelmente esse ainda pode ser recortado, permitindo que várias oportunidades para que uma correta edição ocorra.

## Descoberta
A equipe de biologia sintética do Instituto Broad, em Cambridge, Massachusetts, e seus colegas estavam pesquisando diferentes tipos de banco de dados de genoma bacteriano para procurar sequências semelhantes a Cas9 quando encontraram Cpf1, uma proteína presente em algumas bactérias com CRISPR.